# 576870 Országlili
576870 Országlili è un asteroide della fascia principale. Scoperto nel 2012, presenta un'orbita caratterizzata da un semiasse maggiore pari a 3,1199322 au e da un'eccentricità di 0,1370513, inclinata di 19,06303° rispetto all'eclittica.